# Jacob Faggot
Jacob Faggot, född 13 mars 1699 på Holvarbo gård, Vendels socken, Uppsala län, död 28 februari 1777 i Stockholm, var en svensk vetenskaps- och ämbetsman och lantmätare.
Jacob Faggot fick sin utbildning vid Uppsala universitet och arbetade senare som informator hos landshövdingen friherre Nils Reuterholm. 
Från 1727 och framåt arbetade han inom Lantmäterikontoret och då inte enbart som lantmätare utan även som bland annat lärare i geometri. 
Han var 1728-1733 inspektor på Lovers alunbruk. Han blev chef för Lantmäterikontoret 1747. På hans initiativ gavs de första tryckta lantmäterikartorna ut i Sverige. Hans intresse för att reformera det svenska jordbruket fick honom att propagerade för storskifte enligt brittisk modell och storskiftet kom som senare att påbörjas 1749. Han var involverad i kartläggningen av Finland och ledde storskiftesverket i både Finland och Skåne.
Faggot var mellan åren 1733 och 1739 ledamot av kommissionen för justering av mått och vikt, den så kallade Tabellkommissionen, och senare även ledamot av kommissionen att överse och förbättra skogsordningar. 
Han blev ledamot av Kungliga vetenskapsakademien (KVA) 1739, samma år som den bildades, och arbetade som KVA:s sekreterare mellan åren 1741 och 1744 och periodvis åren 1757 till 1760. Dock uppstod en schism mellan honom och institutionen då han kritiserade dem för att de använde latin istället för svenska. Denna schism ledde senare till att han som initiativtagare startade Svenska Tungomålsgillet. Faggot ansökte om kunglig auktorisering av detta gille men ledningen för Kungliga vetenskapsakademien lyckades hindra detta och det blev Vetenskapsakademien som fick den kungliga titeln istället.
Faggot bidrog till bildandet av tabellverket 1749. Under senare delen av sitt liv publicerade han artiklar inom det agrara området. Artiklar som senare varit inflytelserika för exempelvis hemmansklyvning och som också senare fungerat som ett förstadium till hembygdsforskning.
Faggot har utsatts för viss kritik. Enligt vissa källor ska bland annat Celsius varit skeptisk till Faggots begåvning. Även en del av de ekonomiska skrifter som Faggot publicerade har senare kritiserats och man anser dem vara svaga och med inre motsägelser. 
Kungliga vetenskapsakademien lät prägla en medalj över Faggot 1778.